# Blues (album của Breakout)
Blues là album thứ tư của ban nhạc blues rock Ba Lan Breakout. Album phát hành tháng 2 năm 1971 ở Ba Lan bởi hãng Polskie Nagrania "Muza", được phát hành lại vào các năm 1986, 2005 (CD) và 2007 bởi cùng hãng đĩa. Một phiên bản CD khác của album cũng đã được phát hành năm 2000 bởi hãng đĩa Yesterday. Hình ảnh và đồ họa bìa được thực hiện bởi Marek A. Karewicz. Đây cũng là album thành công nhất trong sự nghiệp của Breakout.
Blues được xem là một trong những album quan trọng nhất của lịch sử nhạc rock Ba Lan.

## Danh sách bài hát
| STT | Nhan đề                      | Thời lượng |
| --- | ---------------------------- | ---------- |
| 1.  | "Ona poszła inną drogą"      | 3:35       |
| 2.  | "Kiedy byłem małym chłopcem" | 3:10       |
| 3.  | "Oni zaraz przyjdą tu"       | 3:00       |
| 4.  | "Przyszła do mnie bieda"     | 2:00       |
| 5.  | "Pomaluj moje sny"           | 2:45       |
| 6.  | "Usta me ogrzej"             | 4:07       |
| 7.  | "Gdybym był wichrem"         | 7:57       |
| 8.  | "Co się stało kwiatom?"      | 6:16       |
| 9.  | "Dzisiejszej nocy"           | 4:09       |

## Danh sách thực hiện
- Tadeusz Nalepa - hát, ghi-ta
- Dariusz Kozakiewicz - ghi-ta
- Tadeusz Trzciński - harmonica
- Jerzy Goleniewski - bass
- Józef Hajdasz - trống

## Lịch sử phát hành
| Năm  | Hãng đĩa                | Dạng đĩa | Quốc gia | Chú thích                                   |
| ---- | ----------------------- | -------- | -------- | ------------------------------------------- |
| 1971 | Polskie Nagrania "Muza" | LP       | Ba Lan   | Lần phát hành gốc                           |
| 1986 | Polskie Nagrania "Muza" | LP       | Ba Lan   | Loạt "Z archiwum polskiego Beatu"; bìa khác |
| 2000 | Yesterday Records       | CD       | Ba Lan   | CD phát hành lại; bìa khác                  |
| 2005 | Polskie Nagrania "Muza" | CD       | Ba Lan   | CD phát hành lại; bìa gốc                   |
| 2007 | Polskie Nagrania "Muza" | LP       | Ba Lan   | LP phát hành lại                            |